# Liste der Kulturdenkmale in Schmorditz
In der Liste der Kulturdenkmale in Schmorditz sind die Kulturdenkmale des Grimmaer Ortsteils Schmorditz verzeichnet, die bis August 2024 vom Landesamt für Denkmalpflege Sachsen erfasst wurden (ohne archäologische Kulturdenkmale). Die Anmerkungen sind zu beachten.
Diese Aufzählung ist eine Teilmenge der Liste der Kulturdenkmale in Grimma.

## Schmorditz
| Bild                                    | Bezeichnung                                                   | Lage                       | Datierung | Beschreibung | ID       |
| --------------------------------------- | ------------------------------------------------------------- | -------------------------- | --------- | --- | -------- |
| Weitere Bilder                          | Eisenbahnbrücke mit angrenzender Stützmauer                   | (Flurstück 141) (Karte)    | 1875–1877 | Eingleisige gedrungene Bogenbrücke für den Durchfluss des Thielbaches und massiver Stützmauer der Bahnstrecke Glauchau–Wurzen (Muldentalbahn), verkehrsgeschichtlich von Bedeutung. Bogen und Wangenmauern in Bruchstein beziehungsweise Werkstein, zur Mulde Bahndamm mit Bruchsteinmauer gestützt. | 08973674 |
|                                         | Soldatengrab und Gedenkstein                                  | (Flurstück 152) (Karte)    | Um 1950   | Mahn- und Gedenkstätte an acht italienische Soldaten, die im Zweiten Weltkrieg an dieser Stelle ums Leben kamen, von historischer Bedeutung. Älterer Grabstein mit Inschrift „Hier ruhen in Gott acht ital. Soldaten, Mai 1945“ (gleicher Text in Italienisch), Grabstein aus schwarzem Granit. | 08973634 |
| Direkt Bild zu diesem Denkmal hochladen | Transformatorenstation und angrenzend zwei Freileitungsmasten | Grimmaische Straße (Karte) | Um 1915   | Zeugnis der Elektrifizierung, regionaltypisches pagodenförmiges Trafohäuschen, Masten in Stahlfachwerkausführung wahrscheinlich jüngeren Datums, versorgungs- und technikgeschichtliche von Bedeutung. - Transformatorenstation: Ziegelsteinsockel, verputzter Massivbau, Zeltdach mit Dachtürmchen und Turmknauf, Türmchen verschieferte Holzkonstruktion, Türgewände in Klinker - Freileitungsmasten: zwei baugleiche Mittelspannungsmasten, Stahlfachwerk | 08973522 |

## Tabellenlegende
- Bild: Bild des Kulturdenkmals, ggf. zusätzlich mit einem Link zu weiteren Fotos des Kulturdenkmals im Medienarchiv Wikimedia Commons. Wenn man auf das Kamerasymbol klickt, können Fotos zu Kulturdenkmalen aus dieser Liste hochgeladen werden:
- Bezeichnung: Denkmalgeschützte Objekte und ggf. Bauwerksname des Kulturdenkmals
- Lage: Straßenname und Hausnummer oder Flurstücknummer des Kulturdenkmals. Die Grundsortierung der Liste erfolgt nach dieser Adresse. Der Link (Karte) führt zu verschiedenen Kartendiensten mit der Position des Kulturdenkmals. Fehlt dieser Link, wurden die Koordinaten noch nicht eingetragen. Sind diese bekannt, können sie über ein Tool mit einer Kartenansicht einfach nachgetragen werden. In dieser Kartenansicht sind Kulturdenkmale ohne Koordinaten mit einem roten bzw. orangen Marker dargestellt und können durch Verschieben auf die richtige Position in der Karte mit Koordinaten versehen werden. Kulturdenkmale ohne Bild sind an einem blauen bzw. roten Marker erkennbar.
- Datierung: Baubeginn, Fertigstellung, Datum der Erstnennung oder grobe zeitliche Einordnung entsprechend des Eintrags in der sächsischen Denkmaldatenbank
- Beschreibung: Kurzcharakteristik des Kulturdenkmals entsprechend des Eintrags in der sächsischen Denkmaldatenbank, ggf. ergänzt durch die dort nur selten veröffentlichten Erfassungstexte oder zusätzliche Informationen
- ID: Vom Landesamt für Denkmalpflege Sachsen vergebene, das Kulturdenkmal eindeutig identifizierende Objekt-Nummer. Der Link führt zum PDF-Denkmaldokument des Landesamtes für Denkmalpflege Sachsen. Bei ehemaligen Kulturdenkmalen können die Objektnummern unbekannt sein und deshalb fehlen bzw. die Links von aus der Datenbank entfernten Objektnummern ins Leere führen. Ein ggf. vorhandenes Icon  führt zu den Angaben des Kulturdenkmals bei Wikidata.